# ساندرا دومنه
ساندرا دومنه (اسپانیایی: Sandra Domene‎؛ زادهٔ ۴ آوریل ۲۰۰۰) بازیکن واترپلو زن اهل اسپانیا است.